# Heidekamp
Heidekamp er en by og kommune i det nordlige Tyskland, beliggende i Amt Nordstormarn under Kreis Stormarn. Kreis Stormarn ligger i den sydøstlige del af delstaten Slesvig-Holsten.

## Geografi
Heidekamp ligger omkring 11 kilometer vest for Lübeck og ca. 3 kilometer nord for Reinfeld ved det lille vandløb Heilsau.